# Midnight Sky
"Midnight Sky" is een nummer van de Amerikaanse zangeres Miley Cyrus. Het nummer verscheen op haar album Plastic Hearts uit 2020. Op 14 augustus van dat jaar werd het nummer uitgebracht als de eerste single van het album.

## Achtergrond
"Midnight Sky" is geschreven door Cyrus, Ilsey Juber, Jon Bellion, Alexandra Tamposi, Andrew Watt, Louis Bell en geproduceerd door Watt en Bell. Het is een uptempo nummer dat wordt vergeleken met het werk van Prince. De tekst is geïnspireerd door de scheiding tussen Cyrus en Liam Hemsworth en een aantal van haar andere relaties. Cyrus vertelt in de tekst haar kant van dit verhaal en stelt zich zelfverzekerd op. In een interview vertelde zij dat zij hoopte dat het nummer panseksualiteit zou normaliseren en dat men zich niet meer zorgen hoeft te maken dat hun echte ik niet geaccepteerd zou worden.
Op 4 augustus 2020 plaatste Cyrus een voorproefje van "Midnight Sky" op haar social media-accounts. Op 6 augustus werd een voorproefje uitgebracht als onderdeel van de lancering van Instagram Reels, dat de strijd aan moest gaan met TikTok. Op 14 augustus werd de single uitgebracht. Het nummer is geïnspireerd door andere vrouwelijke muzikanten, waaronder Stevie Nicks, Joan Jett en Debbie Harry. Vooral Nicks' nummer "Edge of Seventeen" was een grote inspiratie, en Cyrus nam contact op met Nicks om te vragen of "Midnight Sky" haar zegen kreeg. Enkele maanden na de uitgave van de single werd er dan ook een mash-up gemaakt tussen deze twee nummers, getiteld "Edge of Midnight".
"Midnight Sky" werd een wereldwijde hit. In de Verenigde Staten piekte het op plaats 14 in de Billboard Hot 100, terwijl in de UK Singles Chart de vijfde plaats werd gehaald. Het werd een nummer 1-hit in Schotland, Bulgarije, Hongarije en Servië, en kwam ook in Australië, Canada, Ierland, IJsland, Israël, Kroatië, Polen, Slowakije, Tsjechië en Wallonië in de top 10 terecht. In Nederland piekte de single op de zevende plaats in de Top 40 en op plaats 23 in de Single Top 100, terwijl in Vlaanderen de zesde plaats in de Ultratop 50 werd gehaald.
De videoclip van "Midnight Sky" is geregisseerd door Cyrus; het is haar eerste clip die zij zelf regisseerde. De clip werd uitgebracht op dezelfde dag als de single. Cyrus is te zien in verschillende ruimtes, waaronder een kamer gevuld met spiegels, een kleurrijke kauwgommachine en een neonachtige discoruimte. Zij draagt hierbij een matje, glittermakeup, een zwarte bodysuit van Chanel en zwarte handschoenen gevuld met edelstenen van Swarovski. De kauwgom zou volgens Cyrus staan voor de bubblegum popmuziek, waar zij zich lange tijd in gevangen voelde, en de discobol zou staan voor "kapotte stukken die weer bij elkaar zijn gevoegd om een geheel te maken". Het visuele gedeelte van de clip is volgens Cyrus geïnspireerd door artiesten als Pat Benatar en David Bowie. Cyrus was eigenlijk bezig met het maken van een andere videoclip toen zij het nummer "Midnight Sky" bedacht, samen met de clip voor dit nummer.

## Hitnoteringen

### Nederlandse Top 40
| Hitnotering: 22-08-2020 t/m 23-01-2021 | Hitnotering: 22-08-2020 t/m 23-01-2021 | Hitnotering: 22-08-2020 t/m 23-01-2021 | Hitnotering: 22-08-2020 t/m 23-01-2021 | Hitnotering: 22-08-2020 t/m 23-01-2021 | Hitnotering: 22-08-2020 t/m 23-01-2021 | Hitnotering: 22-08-2020 t/m 23-01-2021 | Hitnotering: 22-08-2020 t/m 23-01-2021 | Hitnotering: 22-08-2020 t/m 23-01-2021 | Hitnotering: 22-08-2020 t/m 23-01-2021 | Hitnotering: 22-08-2020 t/m 23-01-2021 | Hitnotering: 22-08-2020 t/m 23-01-2021 | Hitnotering: 22-08-2020 t/m 23-01-2021 |
| Week                                   | 1                                      | 2                                      | 3                                      | 4                                      | 5                                      | 6                                      | 7                                      | 8                                      | 9                                      | 10                                     | 11                                     | 12                                     |
| -------------------------------------- | -------------------------------------- | -------------------------------------- | -------------------------------------- | -------------------------------------- | -------------------------------------- | -------------------------------------- | -------------------------------------- | -------------------------------------- | -------------------------------------- | -------------------------------------- | -------------------------------------- | -------------------------------------- |
| Nummer                                 | 33                                     | 22                                     | 17                                     | 11                                     | 10                                     | 8                                      | 7                                      | 9                                      | 11                                     | 9                                      | 9                                      | 9                                      |
| Week                                   | 13                                     | 14                                     | 15                                     | 16                                     | 17                                     | 18                                     | 19                                     | 20                                     | 21                                     | 22                                     | 23                                     |                                        |
| Nummer                                 | 12                                     | 16                                     | 22                                     | 27                                     | 32                                     | 35                                     | 35                                     | 36                                     | 36                                     | 39                                     | 40                                     | uit                                    |

### Single Top 100
| Hitnotering week 1 t/m 19: 22-08-2020 t/m 26-12-2020 Hitnotering week 20 t/m 24: 09-01-2021 t/m 06-02-2021 | Hitnotering week 1 t/m 19: 22-08-2020 t/m 26-12-2020 Hitnotering week 20 t/m 24: 09-01-2021 t/m 06-02-2021 | Hitnotering week 1 t/m 19: 22-08-2020 t/m 26-12-2020 Hitnotering week 20 t/m 24: 09-01-2021 t/m 06-02-2021 | Hitnotering week 1 t/m 19: 22-08-2020 t/m 26-12-2020 Hitnotering week 20 t/m 24: 09-01-2021 t/m 06-02-2021 | Hitnotering week 1 t/m 19: 22-08-2020 t/m 26-12-2020 Hitnotering week 20 t/m 24: 09-01-2021 t/m 06-02-2021 | Hitnotering week 1 t/m 19: 22-08-2020 t/m 26-12-2020 Hitnotering week 20 t/m 24: 09-01-2021 t/m 06-02-2021 | Hitnotering week 1 t/m 19: 22-08-2020 t/m 26-12-2020 Hitnotering week 20 t/m 24: 09-01-2021 t/m 06-02-2021 | Hitnotering week 1 t/m 19: 22-08-2020 t/m 26-12-2020 Hitnotering week 20 t/m 24: 09-01-2021 t/m 06-02-2021 | Hitnotering week 1 t/m 19: 22-08-2020 t/m 26-12-2020 Hitnotering week 20 t/m 24: 09-01-2021 t/m 06-02-2021 | Hitnotering week 1 t/m 19: 22-08-2020 t/m 26-12-2020 Hitnotering week 20 t/m 24: 09-01-2021 t/m 06-02-2021 | Hitnotering week 1 t/m 19: 22-08-2020 t/m 26-12-2020 Hitnotering week 20 t/m 24: 09-01-2021 t/m 06-02-2021 | Hitnotering week 1 t/m 19: 22-08-2020 t/m 26-12-2020 Hitnotering week 20 t/m 24: 09-01-2021 t/m 06-02-2021 | Hitnotering week 1 t/m 19: 22-08-2020 t/m 26-12-2020 Hitnotering week 20 t/m 24: 09-01-2021 t/m 06-02-2021 | Hitnotering week 1 t/m 19: 22-08-2020 t/m 26-12-2020 Hitnotering week 20 t/m 24: 09-01-2021 t/m 06-02-2021 |
| Week | 1 | 2 | 3 | 4 | 5 | 6 | 7 | 8 | 9 | 10 | 11 | 12 | 13 |
| --- | --- | --- | --- | --- | --- | --- | --- | --- | --- | --- | --- | --- | --- |
| Nummer | 95 | 57 | 49 | 35 | 40 | 37 | 35 | 34 | 29 | 28 | 25 | 27 | 23 |
| Week | 14 | 15 | 16 | 17 | 18 | 19 | | 20 | 21 | 22 | 23 | 24 | |
| Nummer | 25 | 31 | 32 | 53 | 65 | 68 | uit | 63 | 59 | 66 | 70 | 98 | uit |

### NPO Radio 2 Top 2000
Midnight Sky stond alleen in 2021 in de NPO Radio 2 Top 2000, op plek 1994.